# رودريجو فيرجيليو
رودريجو فيرجيليو (بالبرتغالية: Rodrigo Vergilio‏) لاعب كرة قدم برازيلي، من مواليد 13 أبريل 1983 في البرازيل.
لعب سابقا في عدة أندية كويتية منها نادي القادسية الكويتي، نادي النصر الكويتي، نادي الكويت الرياضي ونادي دبي ونادي دبا الإماراتي .

## روابط خارجية
- رودريجو فيرجيليو على موقع رابطة كرة القدم اليابانية للمحترفين (اليابانية)
- رودريجو فيرجيليو على موقع قاعدة بيانات كرة القدم.إي يو (الإنجليزية)
- رودريجو فيرجيليو على موقع Soccerway.com (الإنجليزية)
- رودريجو فيرجيليو على موقع عالم كرة القدم.نت (الإنجليزية)
- رودريجو فيرجيليو على موقع كووورة